# Müllerstraße (München)
Die Müllerstraße ist eine Innerortsstraße in München, die das Glockenbachviertel und das Gärtnerplatzviertel des Stadtbezirks 2 (Ludwigsvorstadt-Isarvorstadt) vom Angerviertel des Stadtbezirks 1 (Altstadt-Lehel)  trennt.

## Lage
Die Müllerstraße verläuft vom Sendlinger-Tor-Platz aus in einem nach Süden ausgeprägten Bogen und mündet nach 770 Metern in die Rumfordstraße. Die Gebäude auf der Nordseite der Straße gehören zur Münchner Altstadt. Die Gebäude auf der Südseite gehören zwei verschiedenen Stadtteilen an: westlich der Fraunhoferstraße dem Glockenbachviertel, östlich davon dem Gärtnerplatzviertel.

## Beschreibung
Die Müllerstraße gilt als Partymeile. An ihr liegen zahlreiche Clubs und Bars wie das Pimpernel, das M. C. Müller oder der Ochsengarten. Letzterer ist – 1967 eröffnet – die erste Leder-Bar Deutschlands. Der Eintritt ist Männern vorbehalten, auch Freddie Mercury verkehrte hier. Für die Münchner Schwulenszene ist die Müllerstraße ein wichtiger Ort. Unter der Hausnummer 14 hat das Schwule Kommunikations- und Kulturzentrum (SUB) seine Beratungsstelle, und auch die queere Sektion GOC des Deutschen Alpenvereins sitzt hier. 2020 eröffnete auch das Lesbisch-Queere Zentrum LEZ an der Müllerstraße.
Bis in jüngste Zeit wird immer wieder über die Gentrifizierung der Straße und der angrenzenden Viertel berichtet, zum Beispiel anlässlich der Sanierung eines alten Heizkraftwerks zum Wohn-Hochhaus The Seven (mit einem Quadratmeterpreis von bis zu 22.000 Euro) in der Müllerstraße 7. Zudem schlossen alte Lokale in der Müllerstraße wie der Schwulen-Club Bau (mit Darkroom) und die Bank, um sogenannten Hipsterläden zu weichen.
An der Hausnummer 11 hängt eine Gedenktafel für den Dichter Franz Stelzhamer. Im dritten Stock dieses Gebäudes befindet sich die Geschäftsstelle von Little Teddy Recordings: Liam Lynch, Pete And The Pirates und Stereo Total haben unter diesem Label bereits ihre Platten veröffentlicht. An den Hausnummern 2–6 sitzt das 2018 eröffnete Migrations- und Kulturzentrum Bellevue di Monaco.
Auf der Müllerstraße fahren die Trambahnlinien 16, 17 sowie N17. Sie ist Teil des Kulturgeschichtspfads Ludwigsvorstadt-Isarvorstadt.

## Geschichte
Die Müllerstraße ist benannt nach den zahlreichen Mühlen, die an den Bächen vor der Stadt standen. Diese Bäche waren im 19. Jahrhundert noch nicht trockengelegt. Hier lag auch das „Frauenfreibad in der Badeanstalt in der Müllerstraße“.
An der Müllerstraße 40 steht das ehemalige „Optische Institut“ von Joseph von Utzschneider, nachmals März, ein palastartiger, klassizistischer Bau, reich gegliedert und dekoriert, 1829 von Joseph Höchl errichtet; an der Hausfassade eine Marienfigur und je eine Büste, Fraunhofer und Utzschneider darstellend, von Halbig, bezeichnet mit der Jahreszahl 1866.
Ab 1872 (bis 1958) befand sich südlich der Müllerstraße/Ecke Kolosseumstraße das Tanzlokal mit Singspielhalle Kil’s Colosseum.
An der Müllerstraße 7, am Standort des „The Seven“, der Turmbau eines stillgelegten Heizkraftwerks, der zu Münchens teuersten Wohnungen umgebaut wurde, stand zunächst das Bayerische Militärlazarett und dann bis zur Zerstörung durch Bomben 1944 das Gebäude des ehemaligen Königlichen Luitpold-Gymnasiums. Albert Einstein war dort von 1888 bis 1894 zur Schule gegangen; als Kleinkind wohnte er 1880 bis 1885 in einer Wohnung an der heutigen Müllerstraße 54. In der Zeit der Münchner Räterepublik im April 1919 war das Gymnasium Schauplatz einer Gewalttat, als die „Rote Armee“ zehn Anhänger der völkischen Thule-Gesellschaft tötete. Die Freikorps vergalten es Anfang Mai 1919 mit gnadenlosem Terror und vielfachem Mord. 1940/41 wurde dort der Hochbunker Müllerstraße und im Anschluss 1954–1956 das Heizkraftwerk Müllerstraße errichtet.

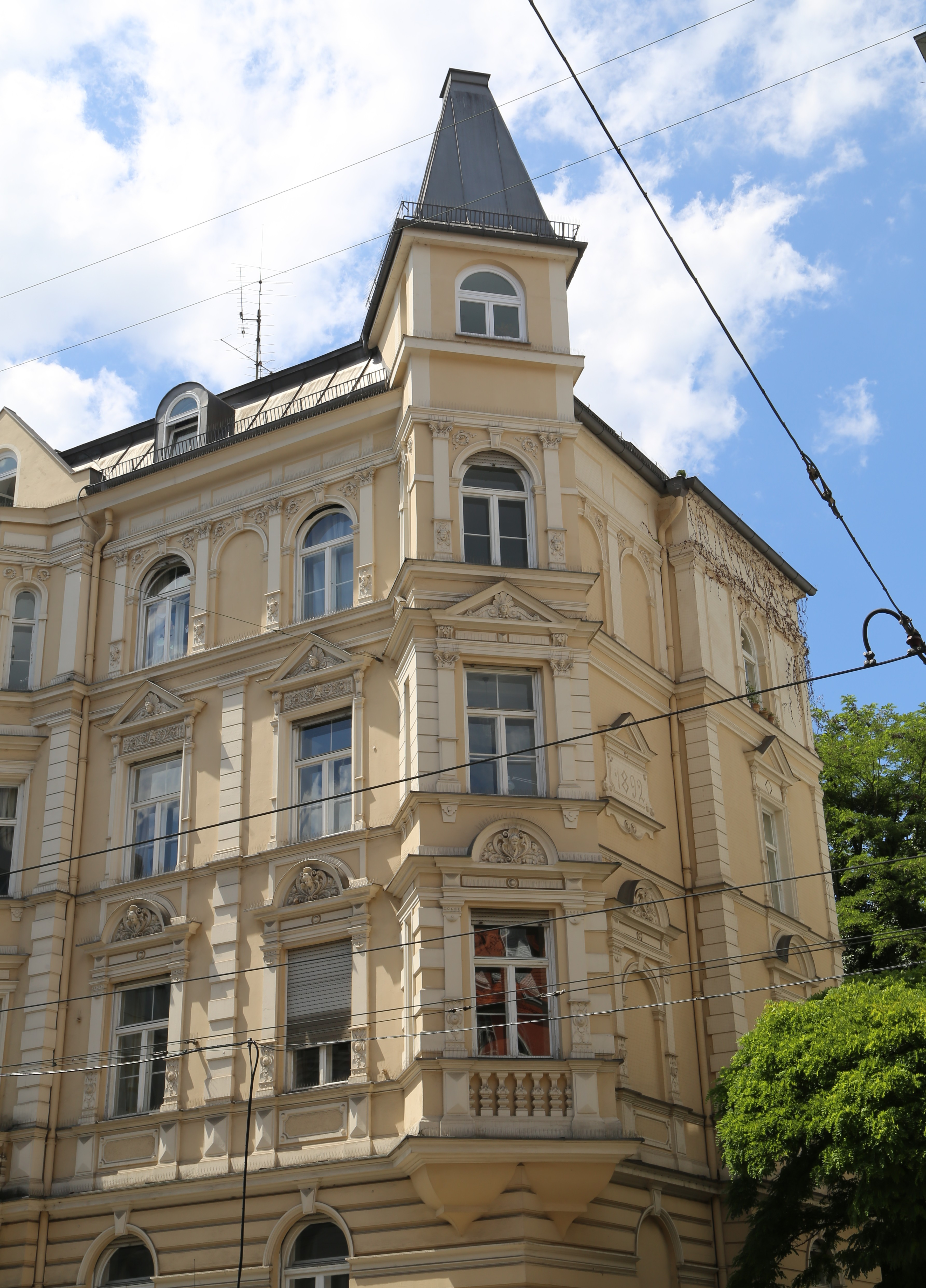
Müllerstraße 32
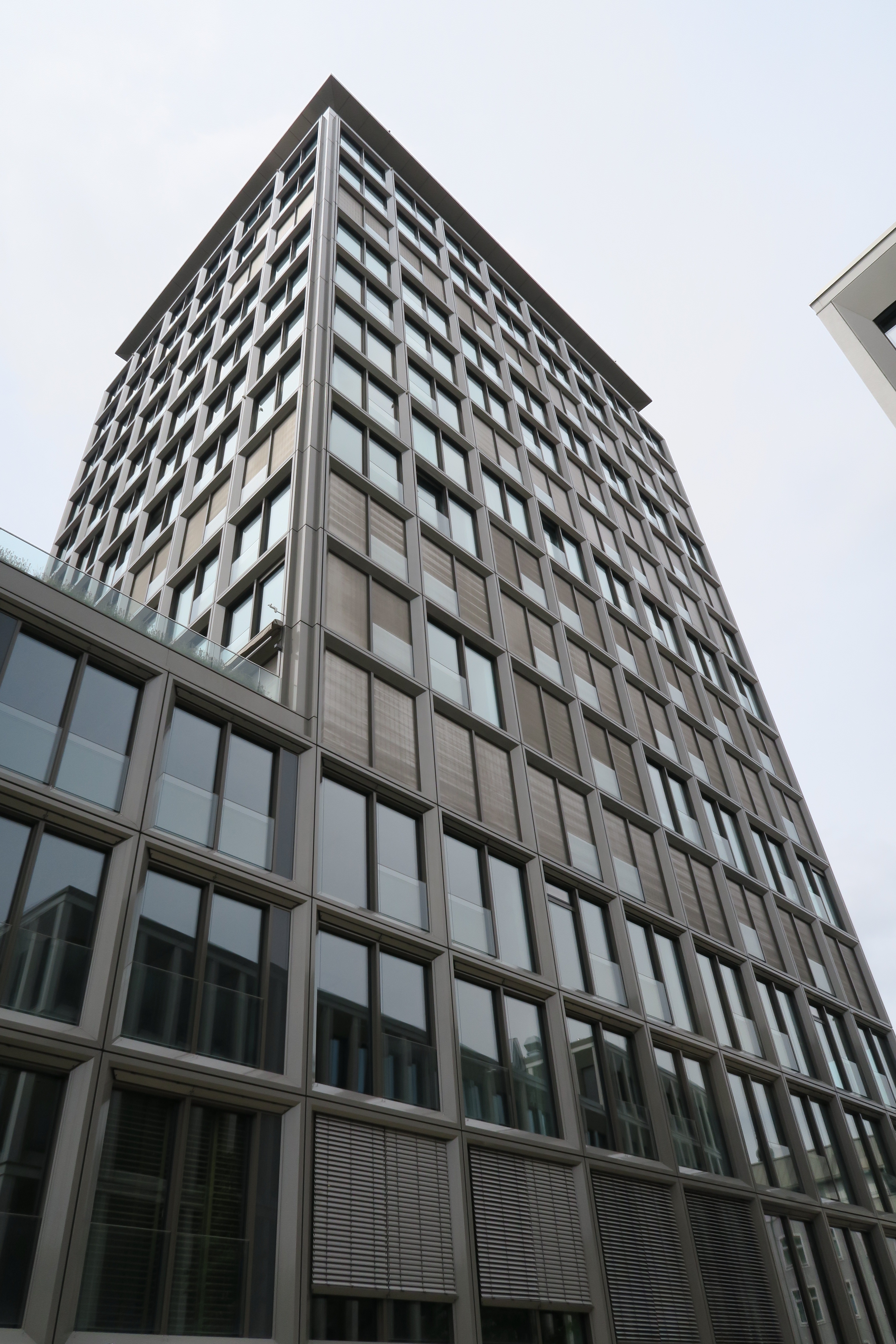
The Seven
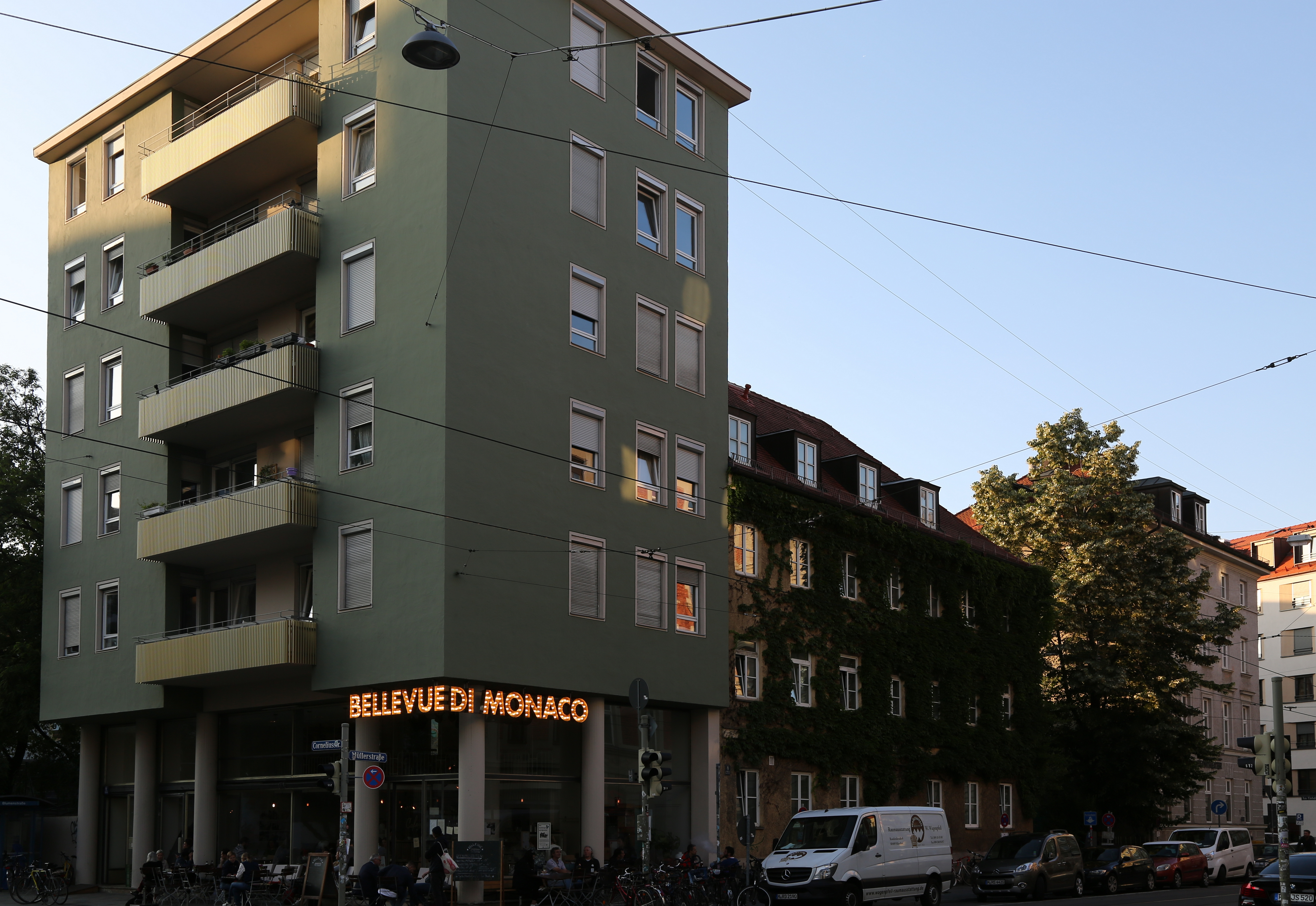
Bellevue di Monaco
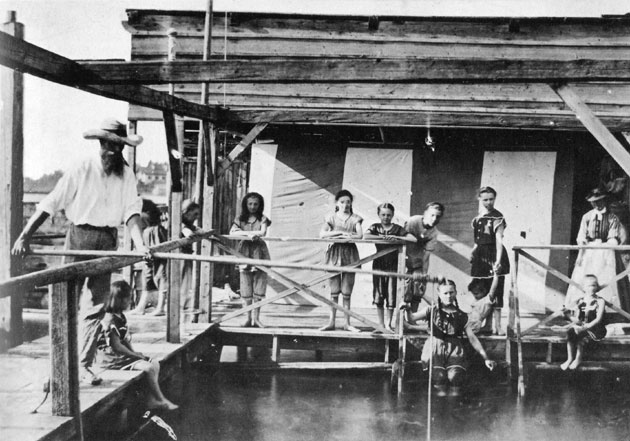
Frauenfreibad in der Badeanstalt in der Müllerstraße, um 1880
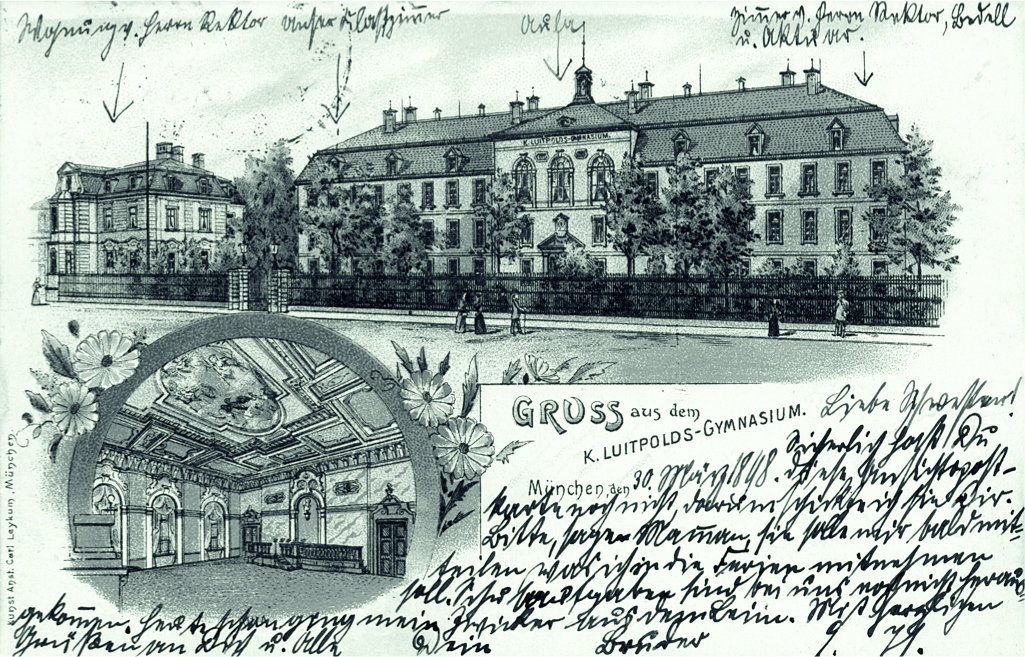
Luitpold-Gymnasium, Postkarte von 1848

Bis zur Sperrbezirksverordnung in Vorbereitung der Olympischen Spiele von 1972 war die Müllerstraße noch Teil des schmuddeligen Viertels vom Bahnhof bis zum Isartor und Ort des Straßenstrichs. Und auch in den nächsten zwei Jahrzehnten galt der Bezirk als Glasscherbenviertel, wo sich wegen der schlechten Bausubstanz und deshalb geringen Mieten Randgruppen aber auch Künstler ansiedelten. In den 1990er Jahren begann die Gentrifizierung, seit 2010 sind nur noch Reste der ehemaligen bunten Bewohner erhalten.